# Zwarte salamander
De zwarte salamander (Aneides flavipunctatus) is een longloze salamander uit het geslacht klimmende salamanders (Aneides). De soort werd voor het eerst wetenschappelijk beschreven door Alexander Strauch in 1870. Oorspronkelijk werd de wetenschappelijke naam Plethodon flavipunctatus gebruikt.

## Uiterlijke kenmerken
Deze middelgrote longloze salamander heeft een zwarte rug, met kleine lichte vlekken. Voor de meest noordelijke populaties geldt dat de jongen een duidelijk groen-grijze tint hebben en dat de volwassen salamanders deze groene kleur behouden. Hoewel de soort voornamelijk op de grond leeft, beschikt de zwarte salamander over een staart waarmee hij kan grijpen.

## Verspreiding en habitat
De zwarte salamander komt voor in het zuidwesten van de Verenigde Staten, met name in het noorden van Californië en het zuiden van Oregon. Deze salamander wordt voornamelijk gevonden op (beboste) laagvlakten en graslanden waar veel neerslag valt. Vochtige taluds en de omgeving van beken behoren tot geliefde habitats voor deze soort.
Hoewel de zwarte salamander vroeger een veelvoorkomende soort was in zijn leefgebied, is hij tegenwoordig zeldzaam. De snelle uitbreiding van het aantal wijngaarden in noord Californië heeft de natuurlijke habitat van de soort aanzienlijk verkleind.
Verschillende populaties leven sinds het late Plioceen gescheiden van elkaar en onderzoek heeft aangetoond dat er significante genetische verschillen bestaan. Sommige wetenschappers beschouwen de zuidelijke populaties, die voorkomen in de Santa Cruz Mountains, als een aparte ondersoort (Aneides flavipunctatus niger).

## Voortplanting
Er is nog weinig bekend over de voortplanting van deze salamander. Vermoedelijk zet het dier de eitjes niet in het water af (zoals veel salamander doen), maar in ondergrondse holen in vochtige grond. Het vrouwtje legt de eitjes in juli of augustus en blijft doorgaans in de buurt om erover te waken.